# Jitka Pivarčiová
Jitka Pivarčiová es una deportista checa que compitió en tenis de mesa adaptado. Ganó una medalla de bronce en los Juegos Paralímpicos de Sídney 2000 en la prueba individual (clase 5).

## Palmarés internacional
| Juegos Paralímpicos | Juegos Paralímpicos | Juegos Paralímpicos | Juegos Paralímpicos |
| Año                 | Lugar               | Medalla             | Prueba              |
| ------------------- | ------------------- | ------------------- | ------------------- |
| 2000                | Sídney (Australia)  | Medalla de bronce   | Individual 5        |